# Joe Arroyo
Pour les articles homonymes, voir Arroyo.
Joe Arroyo, né Álvaro José Arroyo González, le 1er novembre 1955 à Carthagène des Indes et mort le 26 juillet 2011 à Barranquilla, est un chanteur et compositeur colombien considéré comme un des plus importants de la musique des Caraïbes[réf. nécessaire]. À douze ans, il fait partie du chœur de la cathédrale. En 1971, il part à Barranquilla et chante avec le groupe La Protesta qui est inspiré de Richie Ray et Bobby Cruz.
Il a chanté dans les groupes de salsa et de cumbia Fruko y sus Tesos (en 1971), The Latin Brothers et Los Líderes avant de se lancer dans une carrière solo en 1981 avec son propre groupe, La Verdad, avec Chelito de Castro au piano.

## Discographie (albums solo, hors compilations)
- Se Armo la Mona en Carnaval (2005)
- Echao Pa' Lante (2004)
- Arroyo Peligroso (2004)
- Live! (2004)
- Rebellion (2001)
- En sol mayor (2000)
- Noche (1999)
- Cruzando el milenio (1999)
- Deja que te cante (1998)
- Reinando en vida (1997)
- Toque de Clase (1997)
- Mi libertad (1996)
- Brillantes (1995)
- Sus razones tendrá (1994)
- Fuego (1993)
- Toque de clase (1991)
- Echao Pa'lante (1991)
- Somos seres (1990)
- En Acción (1990)
- Fuego en mi mente (1989)